# لشکر ۲ ژاپن
لشکر ۲ ژاپن (انگلیسی: 2nd Division) یکی از نه لشکر فعال نیروی زمینی دفاع‌ازخود ژاپن است. این لشکر تابع ارتش شمالی است و مقر آن در کمپ آساهیکاوا در آساهیکاوا، هوکایدو قرار دارد. مسئولیت آن دفاع از شمال غربی هوکایدو است. این لشکر در ۱۸ ژانویه ۱۹۶۲ تشکیل شد.
این لشکر از یک هنگ متحرک واکنش سریع، دو هنگ پیاده‌نظام و یک هنگ تانک تشکیل شده است و به این ترتیب، تنها لشکر غیر از لشکر ۷ است که یک واحد تانک در قالب یک هنگ سازماندهی شده است. ۱۶ واحد تابعه آن در پنج پادگان مستقر هستند: پادگان آساهیکاوا (۱۱ واحد، شامل یک گروهان از هنگ‌های جدا شده)، پادگان نایرو (۲ واحد)، پادگان انگارو (۱ واحد)، پادگان روموی (۱ واحد) و پادگان کامیفورانو (۲ واحد).
این لشکر علاوه بر دفاع و امنیت در شمال هوکایدو و امدادرسانی در مواقع بلایا، در فعالیت‌های همکاری مدنی و مشارکت بین‌المللی نیز مشارکت دارد.